# مظفر نیازمند
سرتیپ مظفر نیازمند (۱۳۰۱–۱۳۵۸ سنندج) فرمانده ژاندارمری کردستان به اتهام مفسد فی الارض و به دستور خلخالی به همراه ده نفر دیگر د اعدام شد.
به دنبال ناآرامی‌های کردستان صادق خلخالی به دستور روح‌الله خمینی به کردستان اعزام شده و وی به محض رسیدن با برگزاری دادگاه‌هایی چند دقیقه ای مخالفان را محاکمه و اعدام کرد. نیازمند که پس از انقلاب بازداشت و در زندان سنندج بود. در ۵ شهریور ۱۳۵۸ در فرودگاه سنندج به دادگاه انقلاب آورده شده و به همراه ده نفر دیگر محاکمه و به اتهام فساد فی الارض به اعدام محکوم شد. همچنین به دستور صادق خلخالی رئیس دادگاه، اموال او مصادره شد.